# Kassim Guyazou
Kassim Guyazou (Lomé, 1982. január 7. –) togói válogatott labdarúgó. Magyarországon a Diósgyőri VTK csapatának volt a tagja.

## Adatai
- Poszt: középpályás
- Mezszám: 29
- Születési hely: Lomé
- Születési idő: 1982-01-07
- Állampolgárság: togói
- Magasság: 176
- Súly: 70
- Válogatottság/gól: 22/2

### Korábbi klubjai
- Sara FC
- AS Douane
- Etoile Filante
- Diósgyőri VTK

### NB1-es pályafutása
- Játszott meccsek: 3
- Gólok: -